# Дворец Румянцевых — Паскевичей
Дворец Румянцевых и Паскевичей (бел. Палац Румянцавых — Паскевічаў) — памятник архитектуры XVIII—XIX веков, главная достопримечательность города Гомеля, композиционный центр Гомельского дворцово-паркового ансамбля, включающего, помимо дворца, городской парк, Петропавловский собор, часовню-усыпальницу и др.

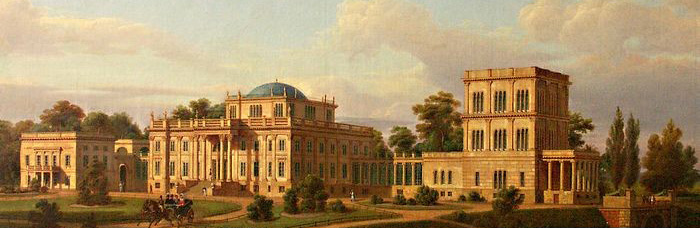
Дворец на полотне М. Залеского (XIX век)

## Дворец при Румянцевых

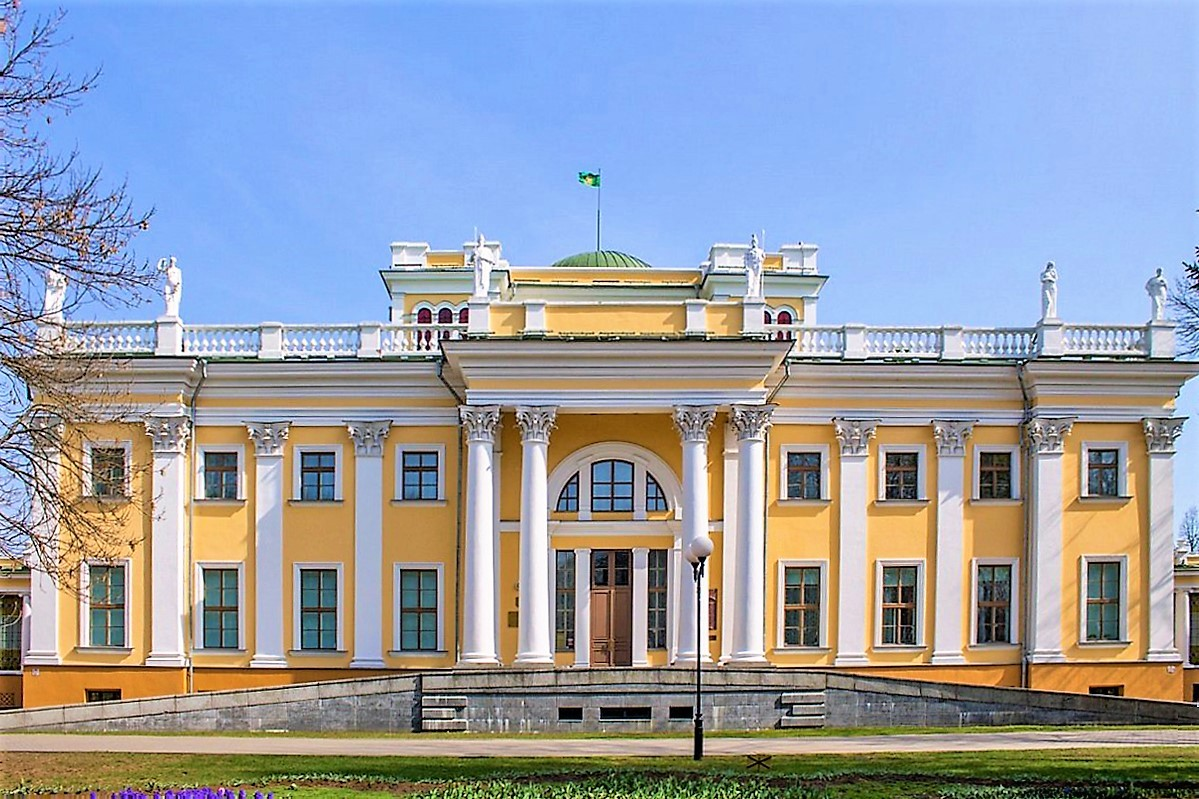
Фасад дворца

Дворец был построен на месте деревянного замка, который построил последний гомельский староста Михаил Фредерик Чарторыйский из рода Чарторыйских.
10 июля 1775 года Екатерина Великая пожаловала гомельское староство графу Петру Александровичу Румянцеву и выделила из казны деньги на строительство дворца графа в Гомеле.
Работа над проектом дворца началась в 1777 году, строительство началось в 1785 году и завершилось в 1794 году. Автором проекта, был, возможно, Иван Старов, прославившийся строительством Таврического дворца и Троицкого собора Александро-Невской лавры. Среди авторов проекта также называют архитектора Юрия Фельтена, ученика Растрелли. Непосредственно процессом возведения дворца руководил архитектор Я. Н. Алексеев, а консультировал его Карл Бланк.
Одним из источников вдохновения для архитекторов была вилла Ротонда знаменитого итальянского архитектора Андреа Палладио.
Построенный дворец стал одним из ранних образцов русского палладианства. Он представлял собой компактное двухэтажное здание на высоком цоколе, завершённое в центре кубоподобным бельведером. Композиционным центром дворца стал квадратный зал с куполом.
Внешний декор дворца был целиком выполнен в стиле раннего классицизма. Главным украшением фасадов были портики коринфского ордера — четырёхколонный парадный и шестиколонный парковый. По всему периметру здания прямоугольные оконные проёмы, размещённые в два ряда, чередовались с пилястрами, что придавало дворцу величественную монументальность.
На высоком первом этаже располагались исключительно парадные помещения, на втором — жилые комнаты, а цокольный использовался для хозяйственных нужд и размещения прислуги.
После смерти Румянцева дворец унаследовал его сын — известный дипломат, государственный деятель и меценат Николай Румянцев.
Николай Петрович Румянцев пригласил из Англии архитектора Джона Кларка (John Clarke), который жил и работал в Гомеле с 1800 по 1826 годы. Кларк не только перестроил дворец Румянцева, но также реализовал проект Петропавловского собора, Никольского храма в Волотове и первой в России ланкастерской школы.
В ходе перепланировки и реконструкции дворца, которая прошла с 1800 по 1805 годы, Кларк соединил служебные флигели с главным зданием галереями, украшенными портиками ионического ордера.
Николай Румянцев хранил во дворце богатейшую коллекцию книг, которая после его смерти стала основой для создания Российской государственной библиотеки в Москве.
В 1826 году Николай Румянцев умер, и дворец перешёл второму сыну П. А. Румянцева — Сергею Петровичу Румянцеву, который в 1828 году отдал дворец в залог, а в 1834 — продал его в казну.

## Дворец при Паскевичах

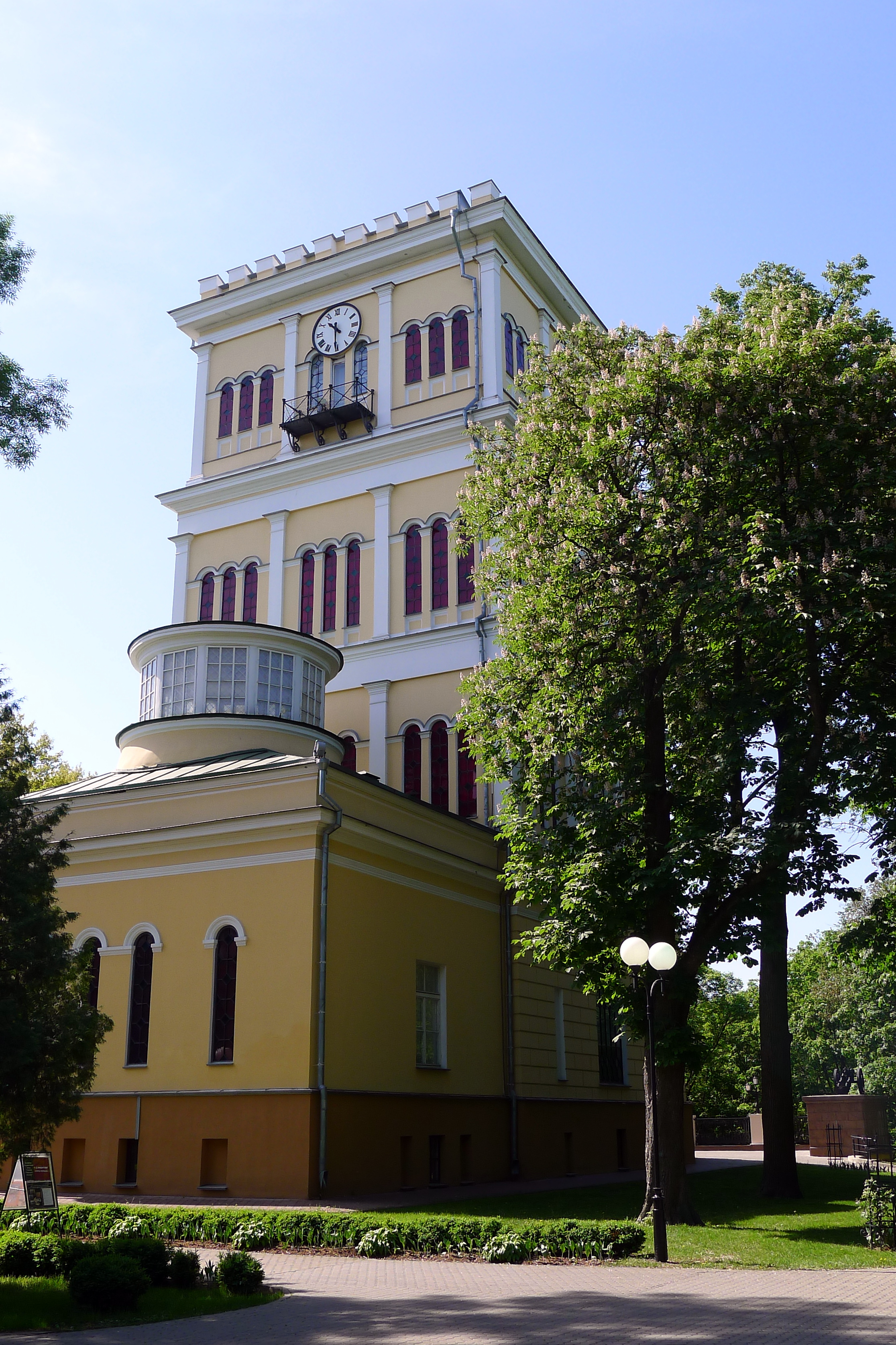
Башня дворца Румянцевых-Паскевичей, вид со стороны парка

В 1834 году дворец за 800 тысяч рублей был выкуплен известным русским полководцем И. Ф. Паскевичем. При нём в 1837—1851 годах под руководством польского архитектора Адама Идзковского была осуществлена реконструкция дворца и разбит великолепный парк.
Перестройку дворца Идзковский начал с флигелей. В северном флигеле был надстроен третий этаж, изменена внутренняя планировка, с фасада убраны портики ионического ордера. Южный флигель дворца был разобран до основания — на его месте Идзковский возвёл четырёхэтажную башню (с 1850 по 1851 годы). Башня высотой 32 метра имела часовой механизм на последнем этаже, а также веранду с балконом. Это сооружение, которое несколько выбивается из общей архитектуры здания, создавалось как личная резиденция Паскевича. Здесь располагалась библиотека хозяина дома, хранилась богатая коллекция произведений искусства.
Идзковский также внес изменения в архитектуру главного здания: были переделаны полукруглые окна бельведера, изменён фронтон выходящего на реку Сож семиколонного портика. Кроме того он пристроил к этому фасаду здания веранду. В ходе реконструкции на карнизах главного здания дворца и галерей были установлены статуи.
Работы по оформлению интерьеров дворца курировал итальянский архитектор Винценто Винценти.
В 1842—1922 годах на террасе парка дворца находился памятник князю Юзефу Понятовскому работы Бертиля Торвальдсена, предназначавшийся для Варшавы и вывезенный Паскевичем из крепости Модлин. В 1921 году после Рижского мирного договора, предусматривавшего возвращение Польше культурных ценностей, увезенных из неё после 1772 года, памятник был возвращён в Варшаву.
Последние владельцы усадьбы — сын фельдмаршала Федор Паскевич и его супруга Ирина. После отказа от предложения сына родственника Румянцевых графа Андрея Васильевича Рубана о покупке дворца за 150 мл. рублей дворец был конфискован революцией и его коллекции стали основой созданного в 1919 году Гомельского областного краеведческого музея, а Ирина Паскевич была переселена в небольшую квартиру.

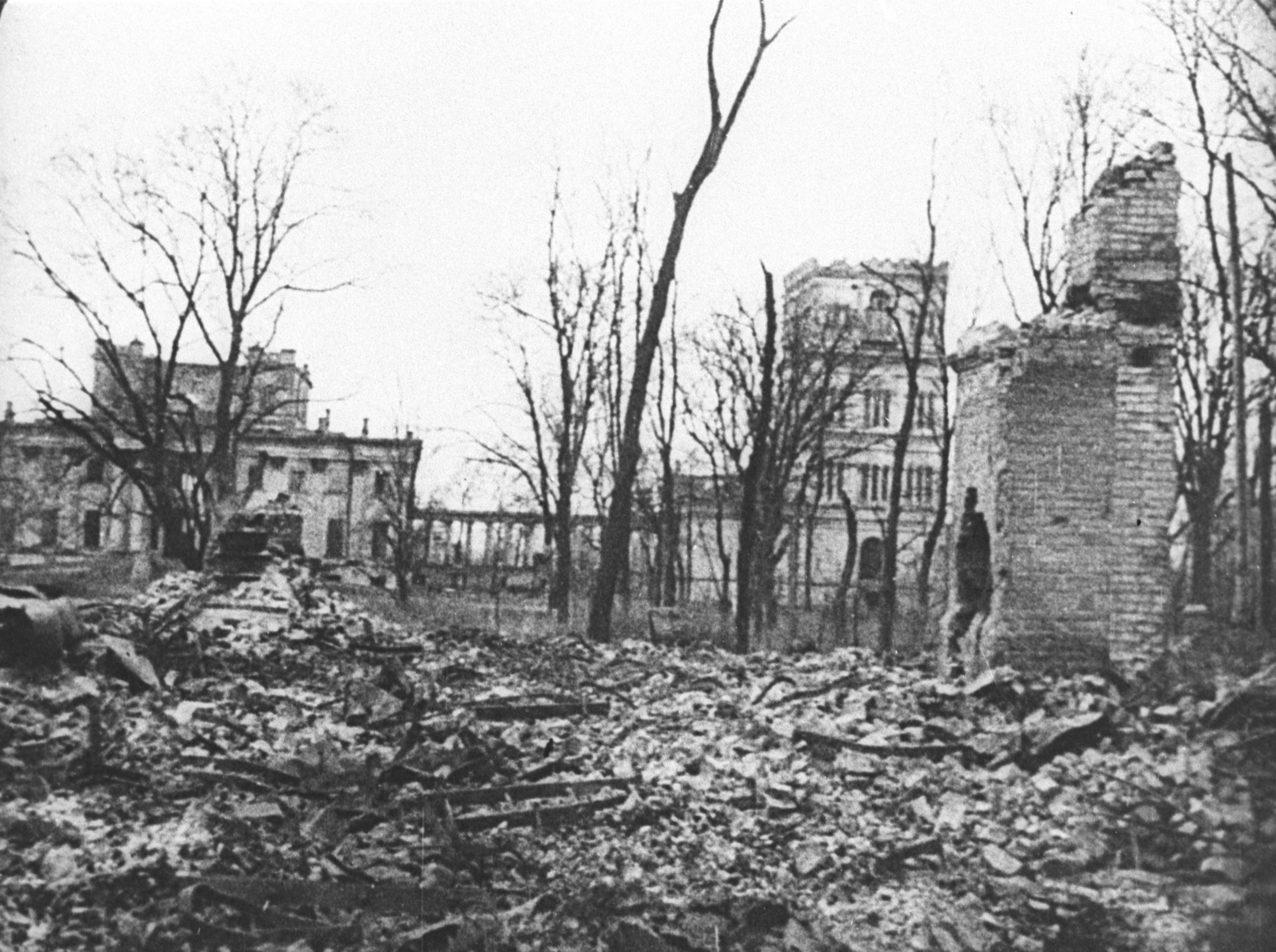
Руины дворца в 1943 году

## Дворец-музей
Пострадавший во время Великой Отечественной войны дворец был восстановлен после победы и в нём разместились музей и Дворец пионеров. Во второй половине 1990-х годов он был полностью передан музею.
В 1995 году было принято решение о проведении реставрационных работ, в результате которых были воссозданы интерьеры комнат дворца XVIII—XIX веков.

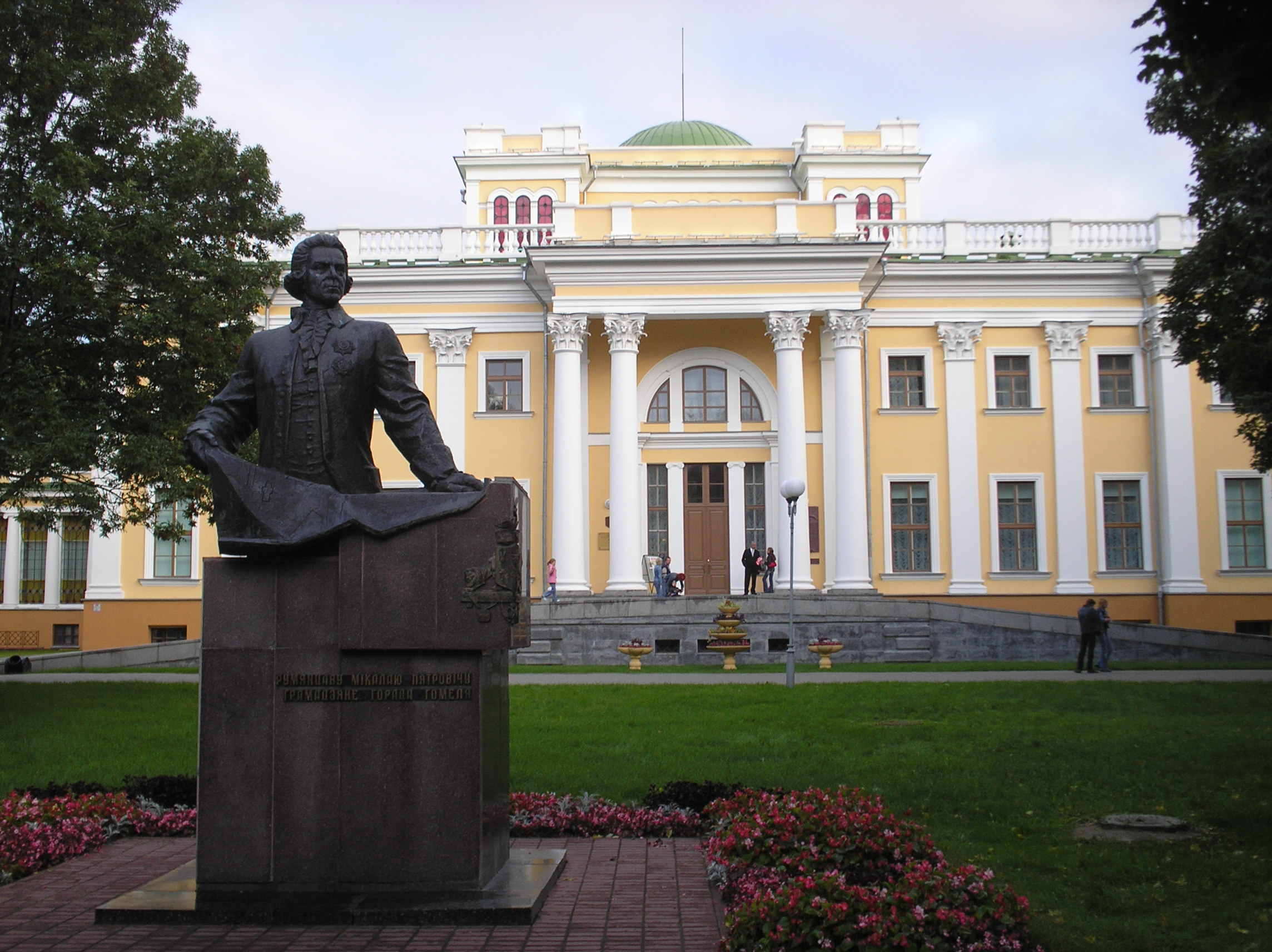
Памятник Н. П. Румянцеву перед дворцом

В 1996 году в парке напротив дворца был установлен памятник Николаю Румянцеву работы скульптора Н. А. Рыженкова На памятнике Румянцев запечатлён с планом перестройки города, на котором крестом отмечен будущий Петропавловский собор. Памятник украшает герб рода Румянцевых с девизом «Не только оружием».
В январе 2007 года на фронтоне дворца были установлены шесть античных скульптур, которые появились после реконструкции дворца при Иване Паскевиче, проведённой Адамом Идзковским, были убраны в январе 1856 года по приказу Фёдора Паскевича, а затем пропали в период войн. Скульптуры Еврипида, Афродиты, Афины, Ареса, Нимфы и Бахуса выполнены из мраморной крошки, белого цемента и кварцевого песка, весят 1000—1300 килограмм. Автор статуй — белорусский скульптор Виктор Смоляр.
Коллекция музея постоянно пополняется. В частности, в 2009 году музейную коллекцию пополнили около 2000 экспонатов, в 2022 году — почти 700 предметов.
В 2009 году во Дворце открылись реставрационные мастерские.

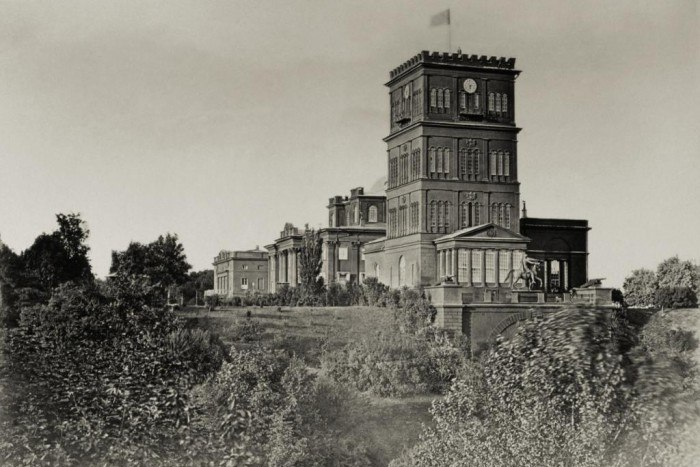

## Дворец в символике Беларуси
- Изображение дворца размещено на купюре 20 тысяч белорусских рублей 2000 года выпуска[15].
- Изображение дворца размещено на почтовой марке Беларуси номиналом 1000 белорусских рублей, выпущенной 2 марта 2012 года[16].
- Изображение дворца размещено на купюре 20 белорусских рублей 2009 года выпуска.

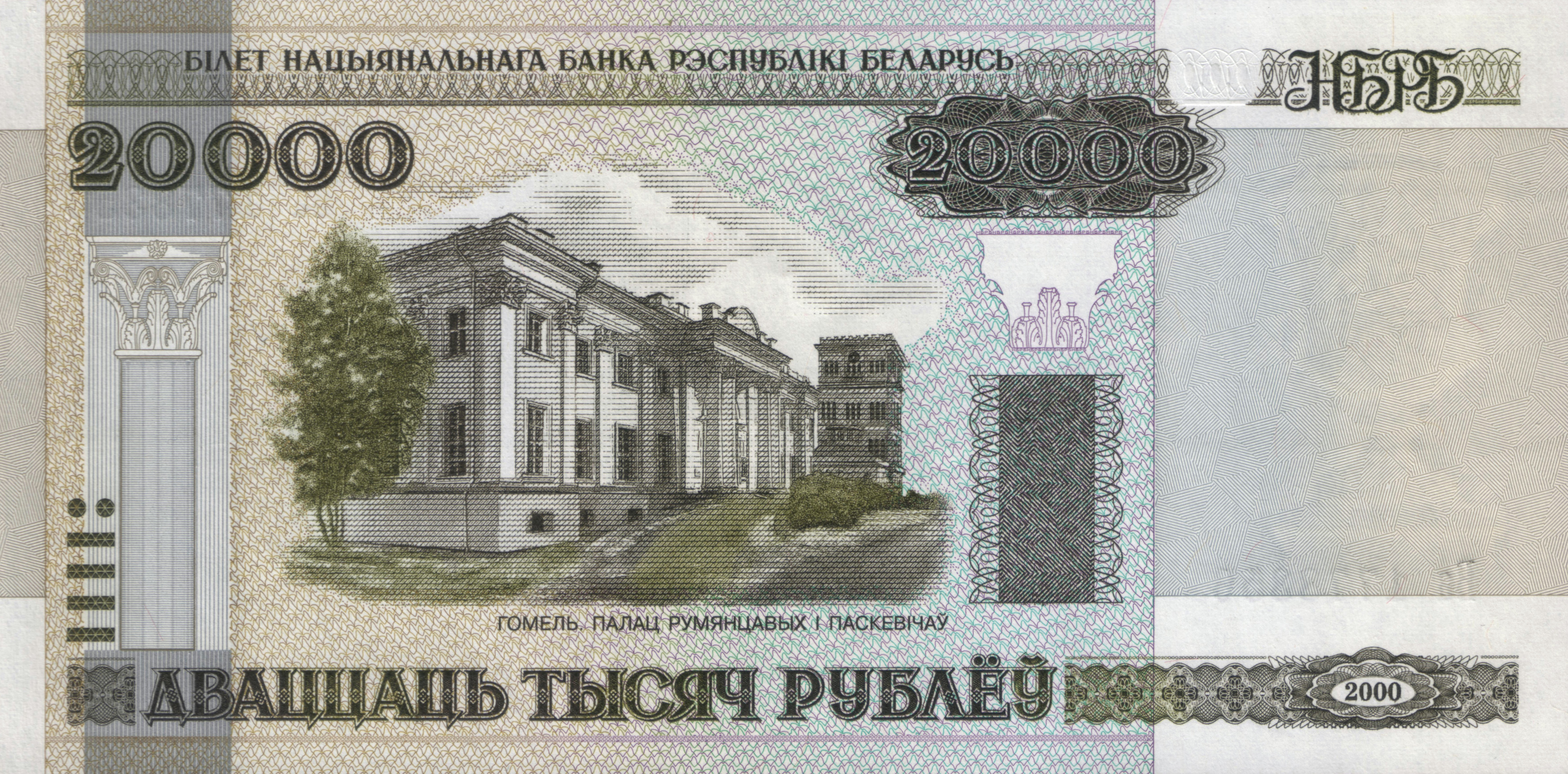
Дворец на купюре 20 тысяч белорусских рублей 2000 г. выпуска
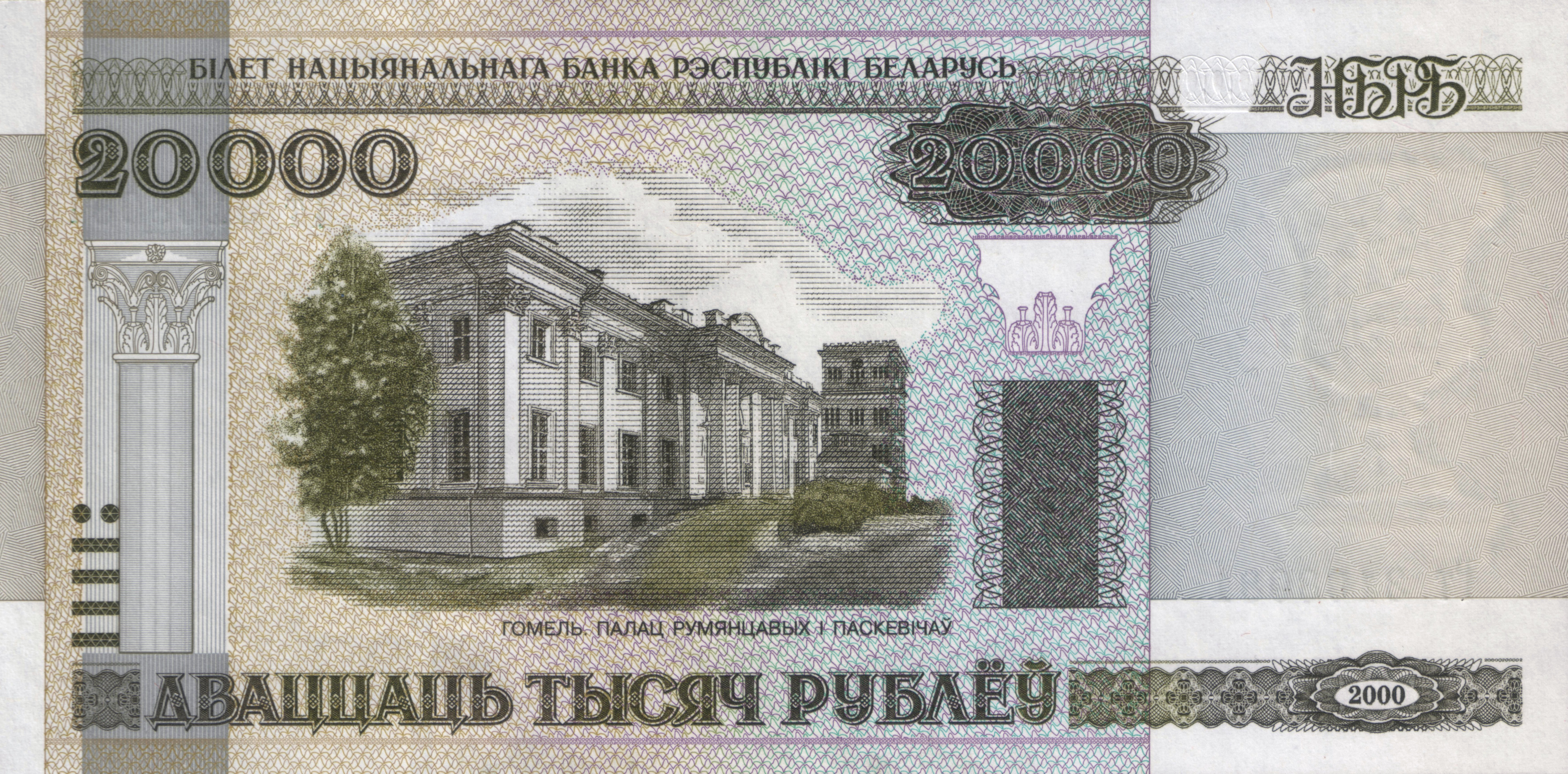
Дворец на купюре 20 тысяч белорусских рублей 2011 г. выпуска
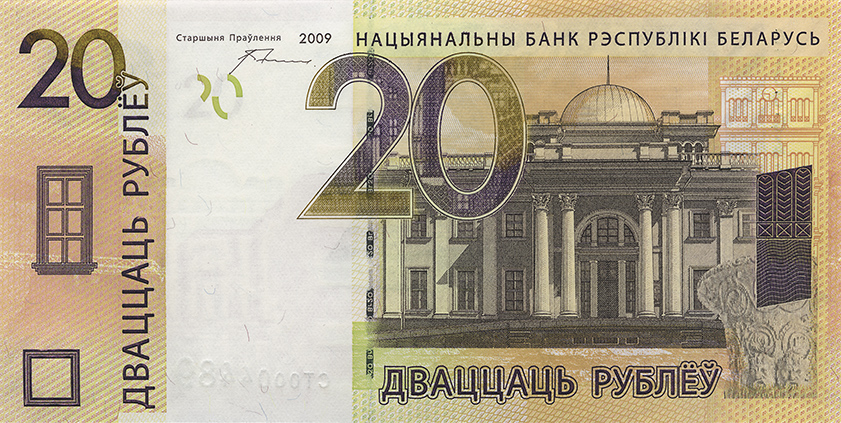
Дворец на лицевой стороне купюры в 20 белорусских рублей 2009 г.
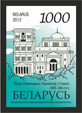
Дворец на почтовой марке 2012 г. выпуска